# 忆王孙
忆王孙，词牌名，為北宋詞人李重元所創，单调三十一字，五句、五平韵，句句用韵，亦有将单片重复做双调者。另有雙調五十四字者，見於《復雅歌詞》，又名《怨王孫》，與單調絕不同。

## 異名
《梅苑》詞名《獨腳令》；謝克家詞名《憶君王》；呂渭老詞名《豆葉黃》；又陸游詞，有「畫得蛾眉勝舊時」句，故名《畫蛾眉》；又張輯詞有「幾曲欄杆萬里心」句，故名《欄杆萬里心》。

## 词牌格式
註：
平表示平聲，
仄表示仄聲，
仄表示本仄可平，
平表示本平可仄，粗體表示韻腳。

### 正體
单调三十一字，五句、五平韵，句句用韵。

平平平仄仄平平，仄仄平平平仄平。仄仄平平平仄平。仄平平。仄仄平平平仄平。

例詞
李重元
萋萋芳草憶王孫。柳外樓高空斷魂。杜宇聲聲不忍聞。欲黃昏。雨打梨花深閉門。

### 變體一
單調，三十一字，五句，三平韻、兩協韻。見元白樸詞作，已頗有元曲風格。

平平仄仄仄平平，平仄平平仄仄平。平仄仄平仄仄仄（協韻）。仄平平。平仄平平平仄仄（協韻）。

例詞
- 元·白樸

瑤階月色晃疏欞。銀燭秋光冷畫屏。消遣此時此夜景。步閒庭。苔浸淩波羅襪冷。

### 變體二
雙調，五十四字，前後闕各四句、三仄韻。

平仄平平平仄仄。仄平平，平平平仄。仄平平仄仄平平。仄仄仄、平平仄。
平仄仄平平仄仄。仄平平，平平平仄。平平平仄仄平平。仄平仄、平平仄。

例詞
- 無名氏

湖上風來波浩渺。秋已暮、紅稀香少。水光山色與人親。說不盡、無窮好。
蓮子已成荷葉老。清露洗、蘋花汀草。眠沙鷗鷺不回頭。似應恨、人歸早。